# Blauwmaskeraalscholver
De blauwmaskeraalscholver (Phalacrocorax fuscescens) is een zeevogel uit de familie Phalacrocoracidae (aalscholvers).

## Verspreiding en leefgebied
Deze soort is endemisch aan de zuidkust van Australië.

## Status
De grootte van de populatie is in 1992 geschat op enkele tienduizenden vogels. Op de Rode lijst van de IUCN heeft deze soort de status niet bedreigd.